# Carex kiangsuensis
Carex kiangsuensis är en halvgräsart som beskrevs av Georg Kükenthal. Carex kiangsuensis ingår i släktet starrar, och familjen halvgräs. Inga underarter finns listade i Catalogue of Life.